# محترف
محترف أو مِهْنِيٌّ هو عضو في مهنة أسست على تدريب متخصص تعليمي.
كلمة محترف تقليديا، تعني الشخص الذي حصل على شهادة البكالوريوس في المجال المهني. يستخدم هذا المصطلح بصورة عامة للدلالة على ذوي الياقات البيضاء العاملين، أو شخص يؤدي تجاريا في حقل عادة مخصص للهواة.
في الدول الغربية، مثل الولايات المتحدة، فإن المصطلح غالبا يصف المتعلمين تعليما عاليا، العاملين بأجر كبير، الذين يتمتعون بقدر كبير من الحكم الذاتي في العمل، أمن الاقتصادي، مرتب مريح، وعادة ما يشاركوا في أعمال إبداعية وذات تحدي فكري. أقل من الناحية الفنية، فإنه قد يشير أيضا إلى شخص لديه الكفاءة المبهره في نشاط معين.

## عمل

### الوصف
المعايير الرئيسية للمحترف تشمل ما يلي :
- المؤهلات الأكاديمية—على درجة في المحاسبة، على درجة الدكتوراه أو شهادة في القانون—أي الكليات الجامعية / المعهد.
- الخبرة والمعرفة المتخصصة في مجال الذي يمارسة الشخص مهنيا.[7]
- مهارات يدويه/عملية ممتازه وأدبية في ما يتعلق بالمهنة.[8]
- الشخص يجب دائما ان يرتدى قميص كامل الأكمام وربطة عنق أثناء العمل (ليس دائما).[8]
- جودة عالية في العمل (أمثلة) : الإبداعات، ,المنتجات، الخدمات ,العروض، الاستشارات، البحوث الأبتدائيه/الأخرى، الإدارية، التسويق، أو مساعي العمل الأخرى.
- مستوى عال من الأخلاق المهنية، السلوك وأنشطة العمل أثناء تأديته لمهنة الشخص (كموظف، يعمل لحسابه الشخصي، الوظيفة، المؤسسات، الأعمال التجارية، الشركات، أو شراكة / زماله/ زميل، الخ).
- اخلاق وحماسه منطقيه في العمل. مصلحة ورغبة للقيام بعمل جيد وكذلك أخذ موقف ايجابيا تجاه المهنة من العناصر الهامة في تحقيق مستوى عال من الاحترافيه.[9]

وفي بريطانيا وغيرها، الكفاءة المهنية (الأحترافيه) وغالبا ما تسمي الميثاق الملكي.

### الحرف
في الاستخدام الضيق، ليس كل الخبرات تعتبر مهنة. على الرغم من أن يشار إليه أحيانا باسم المهن، مثل العمل في مهن البناء هي ينظر إليهاأعم كتجاره أو حرفه. الانتهاء من التلمذة الصناعية يرتبط عموما العمالة الماهرة أو الحرف مثل النجار، الكهربائي، السباك، البناء وغيرها من المهن المماثلة. تمييز ذوالصلة (ولكن ليس دائما صحيحا) أن المحترف يقوك أساسا بالعمل العقلي أو الإدارية، بدلا من الانخراط في العمل البدني. كثير من الشركات تشمل لفظة الأحترافيه في اسم الشركة، للدلالة على جودة ما تقدمه من صنعة أو الخدمة.

## الرياضة
في مجال الرياضة، المحترف هو الشخص الذي يشارك من أجل المال. العكس هو الهاوي، وهذا يعني الشخص الذي لا يلعب من أجل المال، ولكن في محيط الأكاديمي (مثل كرة القدم في الجامعات) أو غيره. مصطلح «المهنية» يشيع استخدامه بشكل غير صحيح عند الإشارة إلى الرياضة، كتميز ببساطة يشير إلى الكيفية التي يتم تمويله الرياضي بها، وليس بالضرورة المسابقات أو الإنجازات.
في بعض الأحيان الوضع الأحترافي للنشاط يكون مثير للجدل، على سبيل المثال، هناك نقاش بشأن ما إذا كان المحترفين ينبغي السماح لهم بالمنافسة في دورة الألعاب الأولمبية. الدافع وراء المال (سواء في مكافآت، مرتبات أو إيرادات الإعلانات) أحيانا ينظر إليها على أنها تأثير مفسد، ويفسد الرياضة.
وقد اقترح أن فئات الطبيعي، كل شيء أو لا شيء، من المحترفين أو الهواة ينبغي إعادة النظر فيها. وهناك تحول تاريخي يحدث مع صعود الهواه المحترفون، فئة جديدة من الناس الذين يتابعون أنشطة الهواة لمعايير أحترافيه.
اللعب الاحترافي هو شكل آخر من أشكال الرياضة الأحترافيه.